# Scambicornus brachysetosus
Scambicornus brachysetosus is een eenoogkreeftjessoort uit de familie van de Synapticolidae. De wetenschappelijke naam van de soort is voor het eerst geldig gepubliceerd in 1968 door Reddiah.